# Johann Joachim Jörcke
Johann Joachim Jörcke (* 4. Mai 1684 in Wismar; † 17. Oktober 1729 in Rostock) war ein deutscher Jurist und Erster Bürgermeister von Rostock.

## Leben
Johann Joachim Jörcke wurde 1684 geboren als Sohn des Wismarer Ratsherrn Johann Jörcke und seiner Frau Elsabe, geb. Steffens. Er studierte von 1703 bis 1705 Jura an der Universität Rostock und von 1705 bis 1707 in Leipzig und Halle. In Halle promovierte er 1707 zum Dr. iur. utr. Sein Berufsleben begann er 1707 als Advokat des mecklenburgischen Gerichts in Schwerin und 1708 in Güstrow. Ab 1709 war er Ratsherr in Rostock und ab 1717 zweiter Syndikus. 1726 wurde er zum Rostocker Bürgermeister und ersten Syndikus gewählt. 
Johann Joachim Jörcke heiratete am 25. Oktober 1708 Anna Christina Bonorden, das Paar hatte eine Tochter: Elisabeth Johanna (1716–1728).